# Petrus Steigenberger
Petrus Steigenberger OCist (* 26. September 1933 in Lilienfeld als Andreas Steigenberger; † 23. Juni 2009) war ein österreichischer Ordenspriester und von 1996 bis 2008 Abt des Stiftes Rein.

## Leben

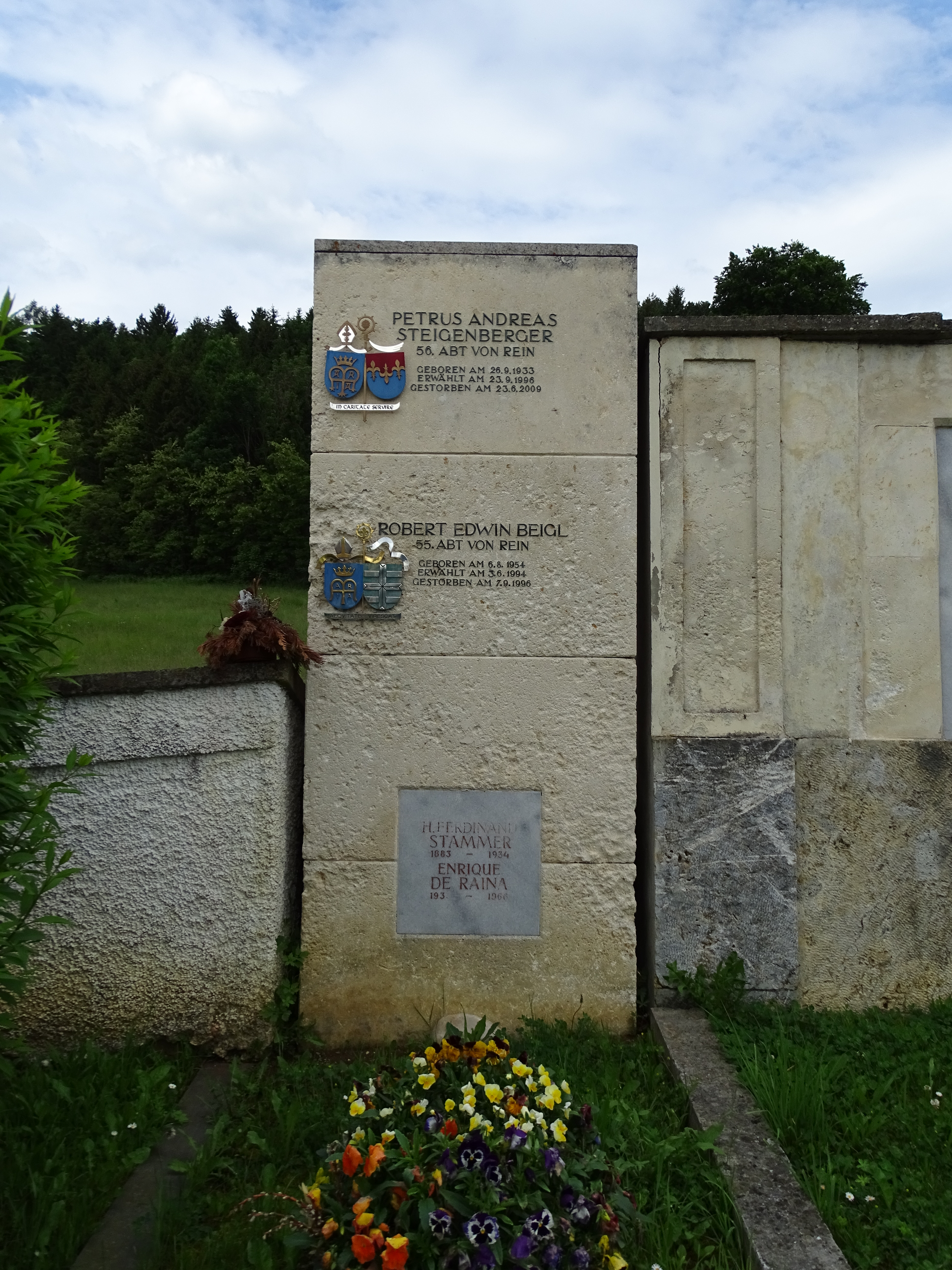
Der Grabstein von Petrus Steigenberger am Friedhof von Stift Rein-Eisbach

Steigenberger wurde nach der Matura in Horn 1956 Zisterzienser im Stift Lilienfeld und erhielt den Ordensnamen Petrus. Nach dem Studium am Päpstlichen Athenaeum Sant’Anselmo in Rom empfing er 1962 im Dom zu St. Pölten durch Bischof Franz Žak die Priesterweihe. Nach Tätigkeiten als Kaplan und für den Orden in Rom war er von 1968 bis 1974 Leiter des Bauamtes des Stiftes Lilienfeld. Von 1979 bis 1996 war er zudem Direktor der Cursillo-Bewegung in der Diözese St. Pölten. Von 1974 bis 1996 war er Stadtpfarrer in Wilhelmsburg, von 1989 bis 1996 zusätzlich Dechant des Dekanates Lilienfeld. 
1996 wurde Steigenberger zum 56. Abt des Stiftes Rein postuliert. Am 3. November 1996 empfing er durch Johann Weber die Abtsbenediktion. Sein Wahlspruch lautete: In caritate servire – in Liebe dienen. 2008 trat er altersbedingt vom Amt des Abtes zurück. 
1998 wurde er in den Ritterorden vom Heiligen Grab zu Jerusalem investiert und 2004 als Nachfolger von Johannes Marböck zum Prior der Komturei Graz des Ritterordens vom Heiligen Grab zu Jerusalem bestellt. 
Sein besonderes Engagement galt den umfassenden Renovierungsarbeiten im Stift Rein. Dafür wurde er im Juli 2008 mit dem Großen Goldenen Ehrenzeichen des Landes Steiermark geehrt.
Altabt Petrus Steigenberger verstarb am 23. Juni 2009 im Alter von 75 Jahren infolge eines Schlaganfalls.
Zwei seiner leiblichen Brüder, P. Johannes Steigenberger SDB (1928–2011) und P. Bernhard Steigenberger OCist (1930–2012), waren ebenfalls Ordenspriester.